# Баскудук (Мангистауський район)
Баскуду́к (каз. Басқұдық) — село у складі Мангистауського району Мангистауської області Казахстану. Входить до складу Ондинського сільського округу.
Населення — 61 особа (2021; 118 у 2009, 389 у 1999, 198 у 1989).